# Imelda de' Lambertazzi
Imelda de' Lambertazzi és un melodramma tragico, o òpera tràgica, en dos actes amb música de Gaetano Donizetti i llibret d'Andrea Leone Tottola, basat en esdeveniments històrics de l'any 1274 a Bolonya, descrits per Cherubino Ghirardacci en la seva obra Della Historia di Bologna (1605) i pel comte Gasparo Bombaci en el seva Historia de i fatti d'Antonio Lambertacci nobile, e potente cittadin Bolognese descritta da Gasparo Bombaci (1632). Basat en part també en la tragèdia de 5 actes Imelda (Nàpols, 1825) del dramaturg Gabriele Sperduti. L'òpera va ser estrenada el 5 de setembre de 1830, al Teatro San Carlo de Nàpols, amb la soprano Antonietta Galzerani, el baríton Antonio Tamburini i el tenor Berardo Winter.
No s'ha de confondre aquesta òpera amb l'homònima del compositor Timoteo Pasini sobre llibret de Camillo Boari, estrenada l'any 1850 a Ferrara (Itàlia).

## Història de les representacions

### Seglexix
Molta de la crítica de Nàpols de l'estrena del 1830 va mostrar perplexitat, arribant fins i tot al menyspreu. Imelda va rebre únicament dues actuacions a l'estrena, no per causa del públic, sinó perquè els teatres de Nàpols havien de tancar el 10 de setembre en preparació de la festa de San Gennaro. El crític del periòdic milanès Il Censore Universale dei Teatri es va mostrar entusiasmat amb l'obra: 
"El resultat de la primera nit no es corresponia amb les expectatives d'aquells que aprecien la capacitat d'aquest compositor, i fins i tot més d'aquells que abans havien tingut l'oportunitat d'examinar la seva composició, que era reconeguda com la seva obra més diligent. Potser per no haver estat suficientment assajat, o perquè els cantants no havien penetrat suficientment en el seu esperit, el fet és que la seva execució no va tenir l'efecte desitjat. Tanmateix, el talent de Tamburini es va fer aparent a tot el llarg de la seva part, i especialment a la seva ària, quan els aplaudiments més clamorosos i unànimes el van cridar a l'escenari. El valent Winter també va demostrar la seva fina energia, mostrant interès per la seva part, i mereixia ser aplaudit. Però els altres artistes no van igualar l'aplom d'aquests dos valerosos intèrprets, i com a resultat, el públic va romandre dubtós en el seu judici. En la segona representació, però, es van començar a mostrar més meritòria l'execució de la música, i la representació en conjunt va ser menys incerta. La recepció de Tamburini va augmentar a l'entusiasme, els aplaudiments per Winter també es van tornar més vigorosos, i la prima donna també va obtenir una justa aprovació per a la seva part. Ara tots estan d'acord que l'òpera és bella, plena d'aprenentatge i gust, i el final del primer acte es aclamat com a la composició d'un mestre. Tot plegat ens dona raons per anticipar que l'èxit d'Imelda en actuacions successives serà cada cop més clamorós, com sempre passa amb les obres com més estudiades són".
Encara que l'òpera no va ser un èxit puntual, després de l'estrena alguns cantants importants la van escollir per cantar-la. Es va reestrenar l'abril de 1831 un altre cop al Teatro San Carlo, per quatre representacions amb Luigia Boccabadati reemplaçant Galzerani en el paper d'Imelda, i Tamburini reprenent el de Bonifacio. Boccabadati havia estrenat el paper d'Amelia en Il castello di Kenilworth de Donizetti, l'any 1829, juntament amb Adelaide Tosi i Giovanni David, i un mes després de les seves d'aquestes interpretacions, havia protagonitzat l'estrena de Francesca di Foix, també amb Tamburini.
Imelda de' Lambertazzi va tenir només unes poques més representacions al segle XIX: dues vegades a Barcelona (1840) amb el famós baríton Pietro Balzar (1814-1847), qui va cantar el paper de Bonifacio amb 26 anys. [Balzar va crear el paper de Foscari a Il Bravo, Gusmano a La solitaria delle Asturie i Orazio en l'obra mestra de Mercadante Orazi e Curiazi.] Dues altres produccions d'Imelda van seguir-una a La Corunya (1843), i una altra a Senigallia, Itàlia (1856), aquesta darrera amb el prominent baríton Leone Giraldoni fent de Bonifacio i Antonio Giuglini fent de Lamberto, un any abans de l'inici de la seva brillant carrera a Londres. Giraldoni havia estat el creador del paper de Simon Boccanegra en l'òpera homònima de Verdi, del Renato de Un ballo in maschera de Verdi i del paper principal de Il duca d'Alba de Donizetti (estrenada pòstumament el 1882).
Se sap que l'òpera va ser interpretada al Teatro La Fenice de Venècia, però malauradament no se sap ni la data, ni la llista dels cantants que hi van participar ni el nombre de representacions que s'hi van fer.

### Representacions modernes
S'han fet recentment només dues representacions de l'obra, de fet una d'elles només és un enregistrament i l'altre un concert enregistrat.
Nuova Era Records va editar el primer enregistrament, fet a Lugano (Suïssa) els dies 15 a 19 de febrer de 1989. Marc Andreae va dirigir l'Orquestra i Cor de la Radiotelevisió de la Suïssa Italiana, amb Floriana Sovila com a Imelda, Andrea Martin com a Bonifacio, Diego D'Auria com a Lamberto, Fausto Tenzi com a Orlando i Gastone Sarti com a Ubaldo.
El 10 de març de 2007 es va celebrar un concert a la Sala Reina Elizabeth de Londres, dirigit per Mark Elder i enregistrat per Opera Rara, amb Nicole Cabell com a Imelda, James Westman com a Bonifacio, Massimo Giordano com a Lamberto, Frank Lopardo com a Orlando i Brindley Sherratt com a Ubaldo.

## Personatges
| Paper                                                                         | Tipus de veu | Estrena, 5 de setembre de 1830 (director: Gaetano Donizetti) |
| ----------------------------------------------------------------------------- | ------------ | ------------------------------------------------------------ |
| Imelda Lambertazzi                                                            | soprano      | Antonietta Galzerani                                         |
| Bonifacio Geremei                                                             | Baríton      | Antonio Tamburini                                            |
| Lamberto, germà d'Imelda                                                      | Tenor        | Berardo Winter                                               |
| Orlando Lambertazzi, pare de Lamberto i Imelda                                | Tenor        | Giovanni Basadonna                                           |
| Ugo                                                                           | Baix         | Michele Benedetti                                            |
| Ubaldo                                                                        | Baix         | Gennaro Ambrosini                                            |
| Clients, seguidors de Lambertazzi, amics de Gieremei, soldats, gent del poble |              |                                                              |

## Sinopsi argumental

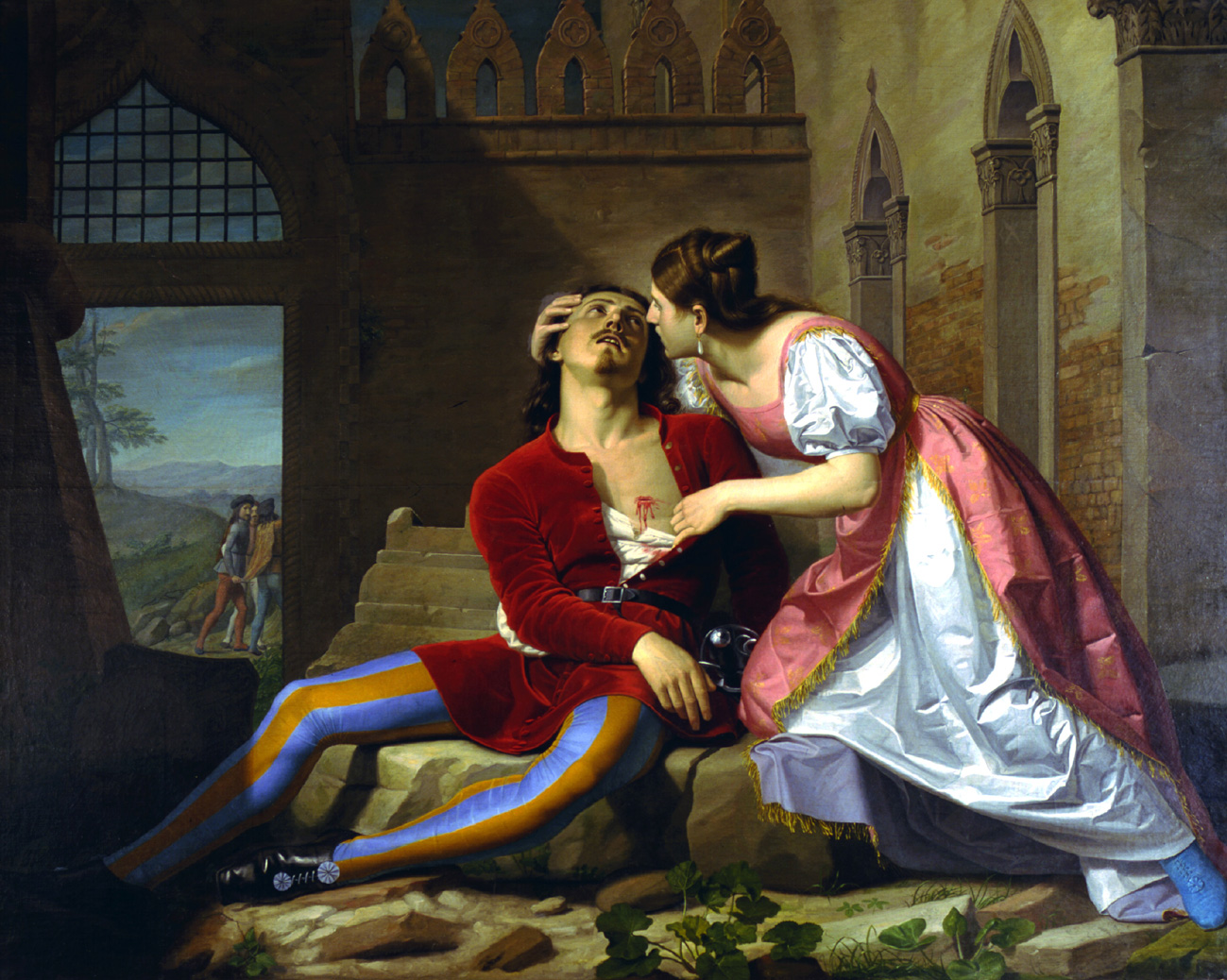
"Imelda i Bonifacio", la mort de Bonifacio en braços d'Imelda, per Giovanni Pagliarini (1809-1878)

[L'argument conté elements de la trama de la tragèdia Romeo i Julieta]
Època: 1274
Lloc: Bolonya

### Acte 1
Escenes 1 i 2 - Plaça a fora de la casa dels Lambertazzi.
Un pregoner enganxa un cartell al qual es pot llegir: "Cadano i Geremei. Companys, a les armes". La gent de Bolonya demana que s'acabin les lluites entre les famílies Lambertazzi (els quals donen suport als Gibel·lins) i Geremei (els quals donen suport als Güelfs). Orlando Lambertazzi, Pretor de Bolonya, i patriarca de la família, acusa les gents de Bolonya de covardia, mentre el seu fill Lamberto Lambertazzi insisteix a fer la guerra. La seva germana Imelda Lambertazzi està enamorada de Bonifacio, hereu dels Geremei. Orlando, Lamberto, i Ubaldo criden tothom a les armes: Ah! s'oda lo squillo di bellica tromba.
Escenes 3 a 6 - Apartament de la casa dels Lambertazzi
Sola en la seva habitació, Imelda canta el seu amor desesperat en una ària: Amarti, e nel martoro. Llavors Ubaldo acompanya Bonifacio a la sala, aquest disfressat de soldat. Ubaldo diu a Imelda que el soldat porta una carta de Bonifacio a Orlando. Marxa Ubaldo i llavors Imelda descobreix que el soldat és Bonifacio, qui li demana en va que marxi amb ell: duet No sai qual periglio t'insidia la vita. Imelda no vol deshonrar la seva família. El duet acaba amb precs perquè l'amor es mantingui ferm:  Restati pur...mi udrai spento ma a te fedel! (Bonificacio) i Vivi mio ben! Mi udrai espenta... ma a te fedel! (Imelda). Marxa Imelda, i Bonificacio amaga el rostre amb la visera del casc just quan entren Orlando i Ubaldo. Orlando fa sortir Bonifacio, sense adonar-se de qui és, i acomiada Ubaldo dient-li que rebrà a l'ambaixador de la família enemiga. Entra Lamberto, i Orlando intenta convèncer el seu fill a fer les paus (Il giovanil trasporto frena, o Lamberto) i Lamberto sembla reaccionar a contra cor (Spegner saprò lo sdegno che mi arde in sen!). Orlando li demana que a com a mínim escolti el missatge de l'enemic.
Escenes 7 a 9 - Una sala de la casa dels Lambertazzi.
Els Gibel·lins s'apresten a la guerra. Arriba Bonifacio per intentar establir la pau entre les famílies. Proclama Echeggi grido pi pace; è questo il comun voto. Però només troba la ira de Lamberto i del seu pare, Orlando. Imelda prega perquè hi hagi pau entre les persones, A recarti delle meste genitrici. L'acte acaba amb Lamberto llançant el seu guant a Bonifacio, Vanne, m'attendi al campo. Bonificacio accepta el repte, Verrò, la sfida accetto.

### Acte 2
Apartament del primer acte.
Escena 1 - En un duet, Lamberto, indignat per l'amor de la seva germana per l'enemic Bonifacio, li recorda que el pare de Bonifacio, Rolandin, va mantenir fins a la mort la seva mare a la presó: Di Bonifacio il padre. Però Imelda ja ha perdonat a Geremei perquè Lamberto va matar el germà menor de Bonifacio: Cessa, Lamberto! Ah, cessa di rammentar quel dì. Marxen tots dos de l'escena.
Escena 2 - Orlandi i Ubaldo comenten que Imelda s'ha enamorat de l'enemic. Arriba Lamberto, i li mostren una carta que el jove Bonifacio ha enviat a Imelda, i que han interceptat: Imelda, il nostro fato è omai deciso. Marxen tots tres.
Escena 3 - Un bosc, campament dels seguidors de Geremei. La nit està caient. Bonifacio lamenta la seva sort: Imelda a me volgea le languide pupille. Mentre, el cor de seguidors crida a la guerra.
Escena 4 - Nit al jardí dels Lambertazzi. Imelda canta la seva angoixa: Asconda il denso vel di notte orrenda l'angoscia mia crudel! Arriba Bonifacio mentre Lamberto responia Imelda. Lamberto s'amaga, i observa com els amants tenen un duet desesperat: Deh! Cedi a chi t'adora!, diu Bonificacio, i Imelda contesta Ah! Mentre morte rapida arma l'adunco artiglio. Al final de duet ambdós s'acomiaden per sempre: Addio per sempre, mai più ci rivedremo... Bonifacio treu la seva espasa de la funda i marxa d'escena.
Escena 5 - Arriben Orlando i Lamberto. Aquest acaba de ferir Bonifacio amb una daga enverinada: Questo pugnal temprato nel velen più possente... Marxa Imelda per intentar veure Bonifacio encara amb vida. Se senten aleshores fora la casa veus de guerra i sorolls de combat.
Escena 6 - Plaça del primer acte. Els seguidors d'ambdós bàndols creuen l'escena combatent. Apareix Imelda, que ha succionat el verí de la ferida de Bonifacio, en un intent desesperat per salvar la vida del seu amant. La jove mor als peus del seu pare: Padre! Son... rea... lo vedo! Al final, només la gent de Bolonya, pels qui els manats cercaven la pau, mostren misericòrdia i compassió per Imelda: Qual gelo al cor mi piomba! Oh notte di terror!

## Enregistraments
| Any  | Repartiment: Imelda, Lamberto, Orlando, Bonifacio             | Director, Orquestra                                                                            | Segell                                |
| ---- | ------------------------------------------------------------- | ---------------------------------------------------------------------------------------------- | ------------------------------------- |
| 1989 | Floriana Sovilla, Diego D'Auria, Fausto Tenzi, Andrea Martin  | Marc Andreae, Orquestra de la Radiotelevisió de la Suïssa (enregistrat a Lugano, 15–19 febrer) | CD d'àudio: Nuova Era, Cat: 6778/6779 |
| 2007 | Nicole Cabell, Massimo Giordano, Franc Lopardo, James Westman | Mark Elder, Orchestra of the Age of Enlightenment i Cor Geoffrey Mitchell                      | CD d'àudio: Opera Rara, Cat: ORC 36   |

## Adaptacions
• Johann Friedrich Franz Burgmüller: Les Fleurs d'Italie, 12 Melodies Gracieuses de Donizetti: No. 7. Tamburini's Air--Imelda de'Lambertazzi per a piano. (Núm. 1-4, 6, i 12 basats en Torquato Tasso; 5 i 8 en Gianni di Calais; 9 en Il Furioso; 10 i 11 en Olivo e Pasquale). Burgmüller fou un important compositor i pianista alemany que va viure a París i va escriure el ballet La Péri (1843) per a Carlotta Grisi, que va ser molt exitós i suposava una continuació del ballet de 1841 Giselle. El coreògraf Jean Coralli va arranjar la música de Souvenir de Ratisbonne, ma ville natale: grande valse brillante, Op. 67, per a piano a 4 mans, de Burgmüller al conegut Pas des paysans de l'acte 1 de Giselle de Adam. Donizetti, Burgmüller i van ser amics quan residien a París.